# Orant de Goudéa
L'Orant de Goudéa (en espagnol : Orante de Gudea) est une statuette datant de 2550 à 2520 av. J.-C. de la période des dynasties archaïques de la civilisation mésopotamienne entre le Tigre et l'Euphrate. Elle mesure 21 cm de hauteur et 7,5 cm de largeur. Elle est donc antérieure de quatre siècles au règne de Goudéa (ou Gudea selon la translittération scientifique).
Elle représente un orant sumérien en pied les mains jointes.
Cette statuette a été acquise en 2001 par le musée archéologique national de Madrid où elle est exposée au public. Elle porte le numéro d'inventaire 2010/110/1.

## Source
- (es) Cet article est partiellement ou en totalité issu de l’article de Wikipédia en espagnol intitulé « Orante de Gudea » (voir la liste des auteurs).